# ويليام لامبرت
ويليام لامبرت (19 أبريل 1843 - 4 مارس 1927) (بالإنجليزية: William Lambert)‏ هو لاعب كريكت بريطاني.

## وصلات خارجية
- ويليام لامبرت على موقع إي آس بي آن كريك إنفو (الإنجليزية)